# Thomas Köner
Thomas Köner (nacido 1965 en Bochum, Alemania) es un artista multimedia cuyo principal interés radica en combinar experiencias visuales y auditivas. Ha sido conocido por su uso de las bajas frecuencias. La BBC, en una revisión de la obra de Köner en 1997, lo denominan como un "artista de los medios de comunicación", que trabaja entre la instalación, el arte sonoro, la música ambiental y es la otra mitad de Porter Ricks dub techno.
Durante su exposición en el Museo de arte contemporáneo de Montreal, el propio museo lo llamó "un gran innovador en la escena musical contemporánea", así como destacó su colaboración con otros músicos, cineastas y artistas visuales en instalaciones y sonido Y su creación de seis obras videograficas producidas en dos ciclos, a partir de 2003.
En 2006 Köner sacó Station Eismitte , un trabajo inspirado en la expedición al Ártico de Alfred Wegener en 1930.
En 2009 Köner creó The Futurist Manifesto, una ópera digital, para coincidir con el 100 aniversario de año del famoso manifesto publicado en 1909 por Filippo Tommaso Marinetti.Ha presentado este trabajo en vivo varias veces en festivales de toda Europa con Carl Faia e Iris Garrelfs.

## Discografía
- 1990 Nunatak Gongamur (Barooni)
- 1992 Teimo (Barooni)
- 1993 Pergelisol (Barooni)
- 1995 Aubrite (Barooni)
- 1997 Nuuk (parte del Driftworks caja)
- 1998 Kaamos (Mille Altiplanicies)
- 2001 Unerforschtes Gebiet (disco de cuadro del #elepé) (Dado Stadt)
- 2002 Daikan (Mille Altiplanicies)
- 2003 Zyklop (Mille Altiplanicies)
- 2009 La Barca (CD versión) (Fario)
- 2012 Novaya Zemlya (Tacto)
- 2014 Cloître (con Jana Winderen) (Tacto)
- 2014 Tiento de las nieves (Denovali)
- 2016 Tiento de la luz (Denovali)

### Reediciones
- 1997 Teimo/Pergelisol (2xCD re-liberación por Mille Altiplanicies)
- 2003 Unerforschtes Gebiet (CD liberación con pista de bonificaciones) (Dado Stadt)
- 2004 Nuuk CD/DVD (MillePlateauxMedia)
- 2010 Nunatak • Teimo • Pergelisol (caja re-liberación por Tipo)
- 2010 La Barca (expandido 2xLP versión) (Fario)
- 2014 La Barca (edición completa) (descarga expandida más allá versión) (Thomas Köner)

### Como Porter Ricks (con Andy Mellwig)
- 1996 Biokinetics (Reacción de Cadena)
- 1997 Portero Ricks (Mille Altiplanicies)
- 1999 Portero Ricks : Techno Animal Symbiotics (Inc. de Fuerza Trabajos de música)
- 2016 Barca de Sombra (Tresor)
- 2017 Anguilla Electrica (Tresor)

### Como Kontakt der Jünglinge (con Asmus Tietchens)
- 2001 0 (Dado Stadt)
- 2001 1 (Dado Stadt)
- 2002 -1 (Dado Stadt)
- 2003 n (Dado Stadt)
- 2014 Makrophonie 1 (Dado Stadt)